# Duo Maxwell
Duo Maxwell (マックスウェ デュオ?, Makkusuweru Dyuo) è un personaggio immaginario, tra i protagonisti della serie anime Gundam Wing e del suo adattamento manga pubblicato da Panini Comics.

## Personaggio
Duo nasce e cresce nella  colonie Cluster L2 ed è di nazionalità nordamericana. Sembra che non prenda seriamente il proprio ruolo di pilota del Deathschythe Gundam (è infatti il simpatico e scherzoso del gruppo), ma in verità è un ottimo combattente e un fiero soldato. Soprannominato il "signore della morte" per via del suo Gundam, ha l'abilità di comparire furtivo e colpire, tanto da incutere terrore nei nemici. Cerca spesso di fraternizzare con Heero, ma quest'ultimo è sempre molto schivo nei suoi confronti.